# Gerry Rooth
Gerhard "Gerry" Theodor Rooth, född den 13 oktober 1896 i Surahammar, död den 24 juni 1983 på Staten Island i New York, var en svensk-amerikansk fotbollsmålvakt och journalist.

## Familj
Gerhard Rooth var son till överingenjören och senare försäkringsrådet Gustaf Fredrik Teodor Rooth och Signe Kristina Erika Morén, samt bror till Erik Rooth. Han studerade vid läroverk i Västerås och Stockholm, samt vid Bröderna Påhlmans handelsinstitut.
1923 gifte han sig med svenskättade Florence Miner född 1902. Deras dotter Signe Alice Rooth arbetar inom FN i New York.

## Journalist
Gerry Roth, som han kallades av sina vänner, kom till New York 1919 för att lära sig språket. Han återvände dock till Surahammar efter ett år, men flyttade för gott till USA 1923. Han utbildade sig till journalist på Columbia University åren 1923 och 1924. Från 1923 var han Idrottsbladets amerikakorrespondent, där han skrev under pseudonymen GTR-Amedé. 1925 började han som sportjournalist och blev sedermera sportredaktör vid den svenskamerikanska tidningen Nordstjernan Svea i New York. Roth blev Nordstjernan trogen under 50 år varav 30, 1953–1973, som ägare och chefredaktör.

## Fotbollsmålvakt
Rooth var fotbollsmålvakt och mellan 1914 och 1919 vaktade han Surahammars IF:s mål i fotboll, han återkom en kort sejour 1922. Han fortsatte med fotbollsspelet även under sina år i USA. Bland annat spelade han i Viking Athletic Football Club, med vilka han 1927 gjorde en skandinavienturné och gästade sin gamla födelseort Surahammar. Där fick man dock se sig besegrade med 6-2.

## Färdledare och ceremonimästare
På 1930-talet var Gerry Rooth även färdledare för amerikanska friidrottstrupper som gästade det gamla landet. 1933 och 1934 var också dessa storfräsare på besök i Surahammar, men 1935 kom starkare krafter emellan och Surahammar ansågs vara ett för litet ställe för sådana idrottsnoblesser. Men Gerry Rooth fortsatte att komma tillbaka till Surahammar så fort han hade vägarna förbi. I en intervju 1960 sade han ”jag känner mig som ålen, den går ut i havet men kommer alltid tillbaka”. För det mesta var det i samband med olympiska spelen som han for förbi Surahammar. Sitt första olympiska spel upplevde Gerry Rooth i Stockholm 1912 och med början i Los Angeles 1932 var han med om samtliga tio olympiska spel fram till 1976.
I 20 år var Gerry Rooth ordförande i Svenska centralförbundet i New York som omfattade ett 100-tal svensk-amerikanska föreningar i östra USA. Under andra världskriget första svåra år bidrog han som föreningsledare, skribent och talare till att hålla modet uppe hos svenskamerikaner i östra USA. Flera år efteråt berättade deltagare gärna om en stor midsommarfest 1941 nära Boston där Gerry Rooth var det främsta dragplåstret. Man hade räknat med cirka 3 000 deltagare, det kom 12 000. När sedan Gerry Rooth talade skrattade och grät dessa 12 000 om vartannat. Gerry Rooths anseende som promotor och ceremonimästare vid festliga tillfällen medförde att han anlitades i samband med svenska turnéer i USA. Som exempel kan nämnas Edvard Perssons synnerligen framgångsrika rundresa 1946, då svenskamerikaner till trängsel fyllde konsertlokaler från New York till San Francisco och Hollywood, samt en turné med SAS:s manskör 1959 i östra USA. Under årens lopp fick hundratals för att inte säga tusentals besökare från Sverige del av hans hjälpsamhet – journalister, idrottsmän, filmstjärnor och andra artister, till och med vanliga turister. Sådana från Västmanland fick för övrigt nära nog obegränsad hjälp, i varje fall om de kom från Surahammar.
År 1963 anlände den nye generalkonsuln Tore Tallroth till New York. Gerry Rooth anordnade då en stor mottagning i en konsertlokal, så att svenskarna i New York snabbt skulle få lära känna makarna Tallroth. Denna händelse slog Rooth upp stort i Nordstjernan (tidning). Tore och Märta Tallroth kom under de följande åren att inta en framskjuten plats i relationen mellan Sverige och USA.

## Svensk-amerikan
1972, samma år som Nordstjernan fyllde 100 år, utsågs Gerhard Rooth till Årets Svensk-Amerikan, han mottogs på Arlanda av SAS:s manskör som där hyllade honom. Han fick sedan på Skansen mottaga sin utmärkelse.

## Uppdrag
President i Swedish Ski Club 1925–1926.

President i New York's United Swedish Societies.

Styrelseledamot i Swedish Seaman's Center, Brooklyn.

Styrelseledamot i American Swedish Historical Foundation, Philadelphia.

Styrelseledamot i Swedish Home for Aged Inc, Staten Island.

Grundare av United Swedish Bowling League.

Grundare av Swedish Tennis Club of New York, 1932–1942.

Medlem av Wasa Orden av Amerika.